# Liste der Biografien/Boug
Liste der Biografien |
Portal Biografien |
Personensuche
# |
A |
B |
C |
D |
E |
F |
G |
H |
I |
J |
K |
L |
M |
N |
O |
P |
Q |
R |
S |
T |
U |
V |
W |
X |
Y |
Z |
?
 
Ba |
Be |
Bd |
Bg |
Bh |
Bi |
Bj |
Bl |
Bm |
Bn |
Bo |
Br |
Bs |
Bu |
Bw |
By |
Bz
 
Boa–Boc |
Bod |
Boe |
Bof |
Bog |
Boh |
Boi–Bok |
Bol |
Bom |
Bon |
Boo |
Bop |
Boq |
Bor |
Bos |
Bot |
Bou |
Bov–Boz
 
Boua |
Boub |
Bouc |
Boud |
Boue |
Bouf |
Boug |
Bouh |
Boui |
Bouj |
Bouk |
Boul |
Boum |
Boun |
Boup |
Bouq |
Bour |
Bous |
Bout |
Bouu |
Bouv |
Bouw |
Boux |
Bouy |
Bouz
Die Liste der Biografien führt alle Personen auf, die in der deutschsprachigen Wikipedia einen Artikel haben. Dieses ist eine Teilliste mit 44 Einträgen von Personen, deren Namen mit den Buchstaben „Boug“ beginnt.

## Boug
- Boug, Tyra (* 2000), kanadische Leichtathletin

### Bouga
- Bougaïeff, Nicolas, französisch-kanadischer Musiker und Unternehmer
- Bougainville, Hyacinthe de (1781–1846), französischer Marineoffizier und Forschungsreisender
- Bougainville, Jean-Pierre de (1722–1763), französischer Althistoriker, ständiger Sekretär der Académie des Inscriptions et Belles-Lettres und Mitglied der Académie française
- Bougainville, Louis-Antoine de (1729–1811), französischer Seefahrer und SchriftstellerLouis-Antoine de Bougainville (1729–1811)

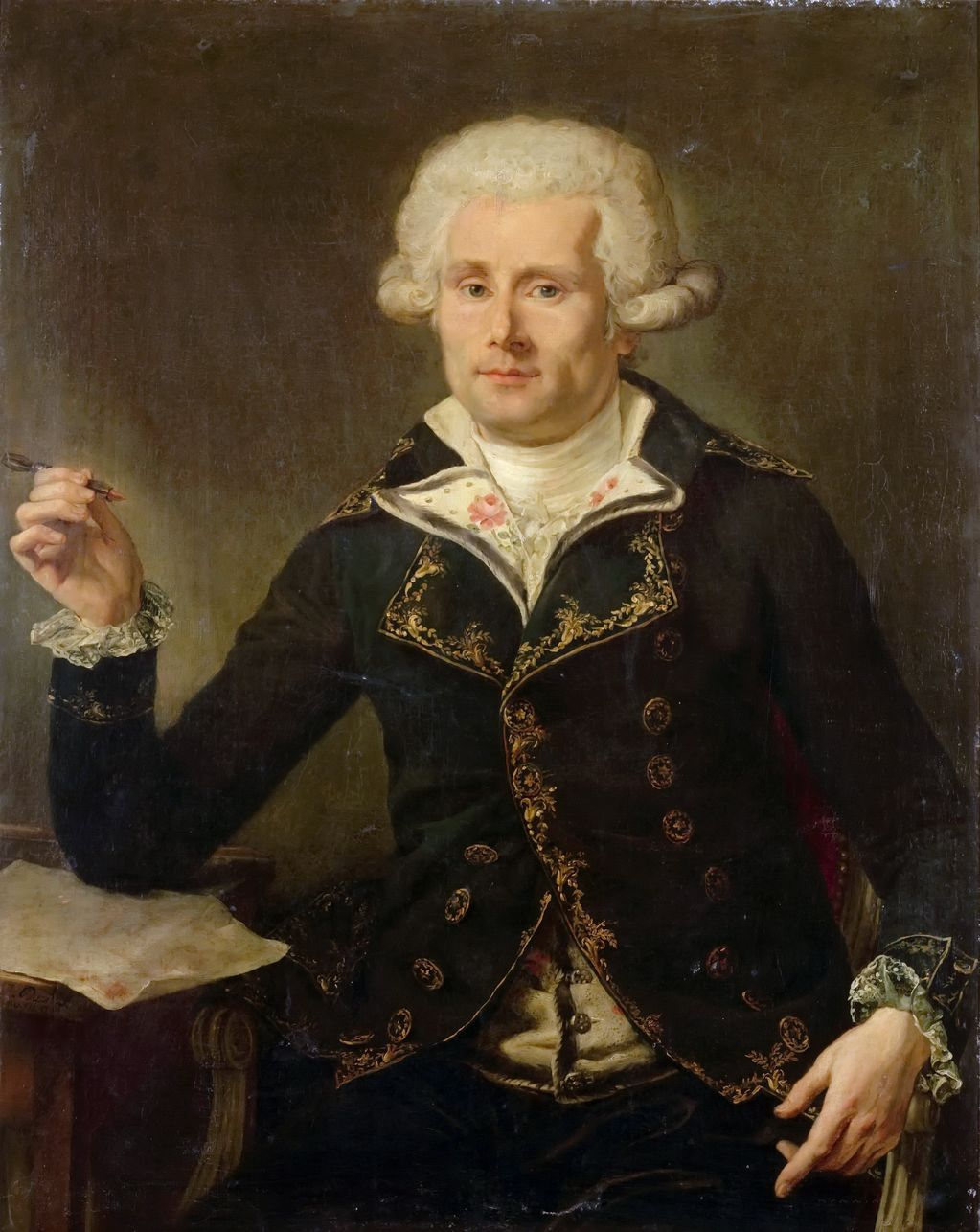
Louis-Antoine de Bougainville (1729–1811)

- Bougard, Alphonse (1900–1944), belgischer römisch-katholischer Geistlicher und Märtyrer
- Bougas, Tasos (* 1953), griechischer Sänger
- Bougault, Alexandre (1851–1911), französischer Fotograf und Verleger

### Bouge
- Bouge, Auguste (1853–1931), französischer Politiker, Mitglied der Nationalversammlung und Anwalt
- Bougeant, Guillaume-Hyacinthe (1690–1743), französischer Jesuit, Theologe, Historiker, Dramatiker und Polemiker
- Bouget, Ferdinand Franz Maria (1741–1818), Generalmajor im naussauischen Kürassierregiment
- Bouget, Johannes Jakobus (1762–1810), deutscher Politiker und Abgeordneter

### Bough
- Bough, Samuel (1822–1878), schottischer Landschaftsmaler
- Boughanmi, Oussama (* 1990), tunesischer Handballspieler
- Boughedir, Férid (* 1944), tunesischer Filmregisseur, Filmproduzent und Drehbuchautor
- Bougherra, Madjid (* 1982), algerischer Fußballspieler
- Boughner, Bob (* 1971), kanadischer Eishockeyspieler, -trainer und -funktionär
- Boughton, Alice (1867–1943), US-amerikanische Fotografin und Malerin
- Boughton, Bob, australischer Professor
- Boughton, George Henry (1833–1905), englisch-US-amerikanischer Landschafts- und Genremaler sowie Illustrator
- Boughton, Rutland (1878–1960), englischer Komponist
- Boughton-Leigh, Egerton (1897–1960), britischer Soldat und Alpiner Skirennläufer
- Boughton-Leigh, Helen (1906–1999), britisch-amerikanische Skirennläuferin

### Bougi
- Bougie, Bettina (* 1939), deutsche Schauspielerin
- Bougie, Jacques (* 1947), kanadischer Manager
- Bougie, Jean Jacques de (1655–1744), französischer Feldmarschall
- Bouginé, Karl Joseph (1735–1797), deutscher evangelischer Theologe und Lehrer
- Bougis, Simon (1630–1714), französischer Benediktinermönch

### Bougl
- Bouglas, Georgios (* 1990), griechischer Bahn- und Straßenradrennfahrer
- Bouglé, Célestin (1870–1940), französischer Soziologe
- Bouglé, Marie-Louise (1883–1936), französische Feministin
- Bouglione, Rosa (1910–2018), französische Zirkusartistin

### Bougn
- Bougnol, Gilbert (1866–1947), französischer Fechter
- Bougnol, René (1911–1956), französischer Fechter

### Bougr
- Bougrain, Gabriel (1882–1966), französischer Offizier, Generalmajor
- Bougrat, Maëlys (* 2002), französische Tennisspielerin

### Bougu
- Bouguer, Pierre (1698–1758), französischer Geodät und Astronom
- Bouguerch, Salma (* 1998), marokkanische Fußballspielerin
- Bouguereau, Maurice († 1596), französischer Drucker, Buchhändler, Kartograf und Verleger
- Bouguereau, William Adolphe (1825–1905), französischer MalerWilliam Adolphe Bouguereau (1825–1905)

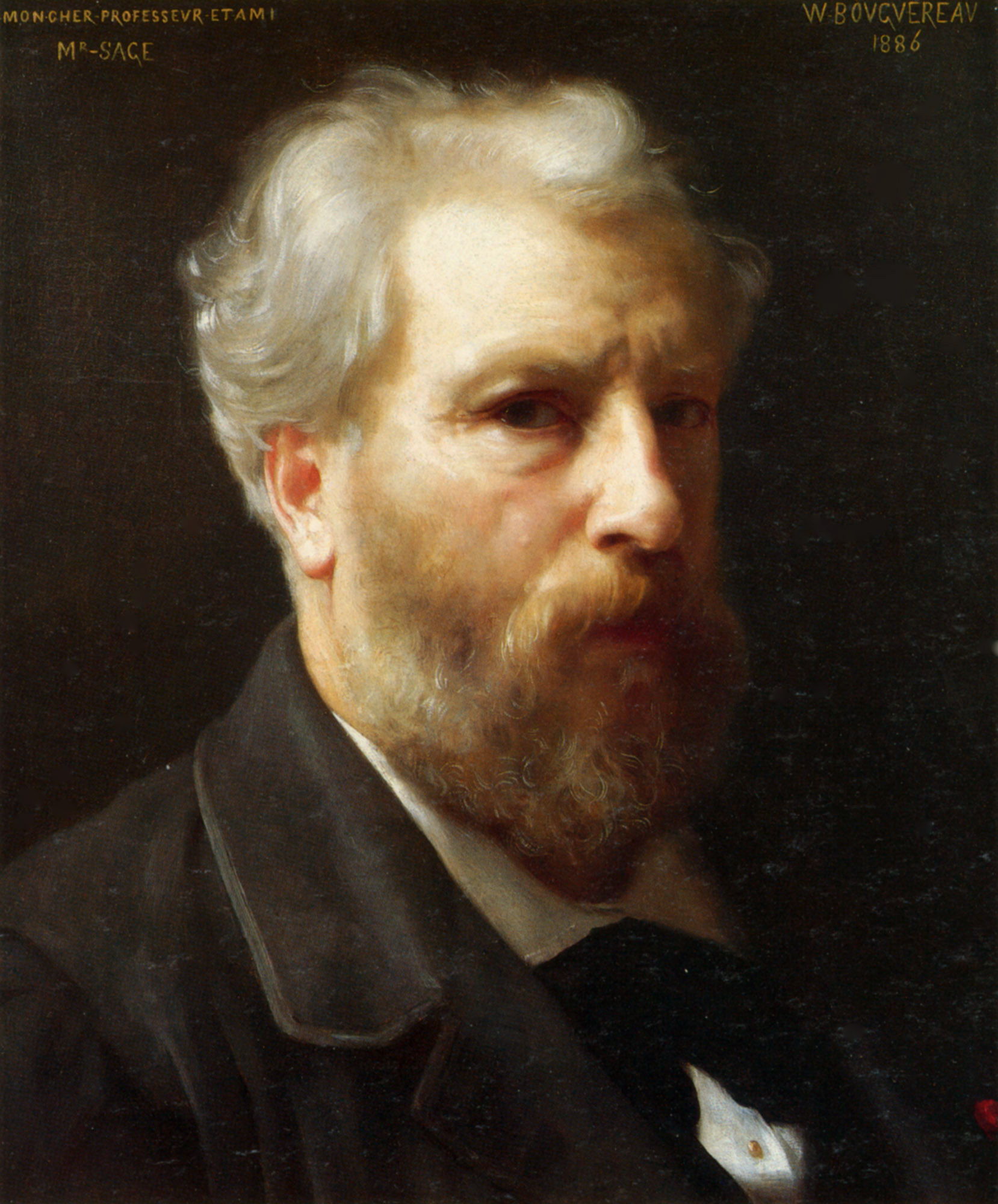
William Adolphe Bouguereau (1825–1905)

- Bouguetaia, Boualem (* 1946), algerischer Jurist und Politiker
- Bouguetaïb, Tarik (* 1981), marokkanischer Weit- und Dreispringer

### Bougy
- Bougy, Alfred de (1814–1871), französischer Schriftsteller und Historiker
- Bougy, Jean de (1617–1658), französischer Offizier